# Ісаак Барроу
Ісаа́к Барро́в (також Барро́у; англ. Isaac Barrow; жовтень 1630, Лондон, Велика Британія — 4 травня 1677, Лондон, Велика Британія) — англійський математик, фізик і богослов, відомий багатьма вченими працями, був учителем Ньютона.

## Життєпис
Початкове виховання отримав у школі картузіанського монастиря, в дитинстві не виявляв бажання до навчальних занять і відрізнявся буйною вдачею. Однак, коли на 15-му році його перевели в Триніті-коледж Кембриджського університету, Барров різко змінився: він пристрастився до вивчення стародавніх мов, богослов'я та природної філософії, в якій тоді панували Бекон, Декарт і Галілей. Заняття богослов'ям привели його до необхідності зайнятися стародавньою хронологією і спонукали звернутися до вивчення математики та астрономії древніх.

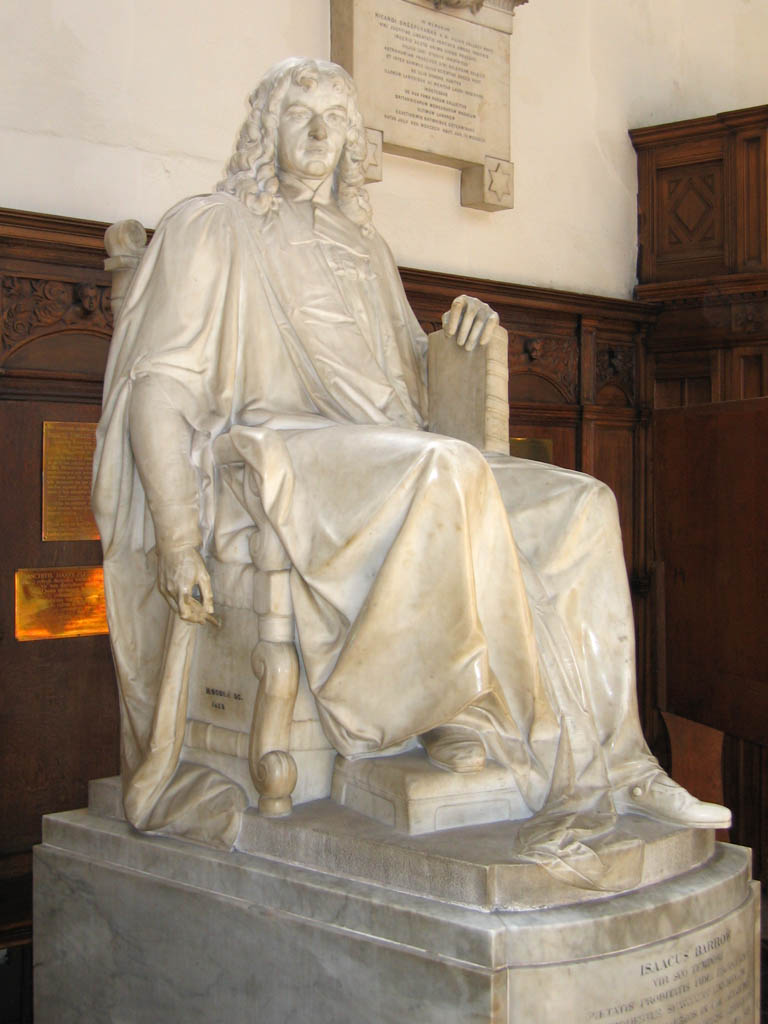
Скульптура Барров в каплиці Триніті-коледжу

Барров завдяки знанню латинської, грецької та арабської мов здобув глибокі знання з стародавньої математики, видав згодом твори Евкліда, Архімеда, Аполлонія та Феодосія зі своїми коментарями. Після закінчення курсу наук у коледжі він спробував очолити катедру грецької мови в Кембриджському університеті, але отримав відмову з політичних причин. У результаті він вирішив вирушити у подорож, яка тривала чотири роки.
Барров відвідав Францію, Італію, жив у Константинополі та Смірні, а на зворотному шляху до Англії відвідав Німеччину й Голландію. Після повернення на Батьківщину він отримав нарешті катедру грецької мови, але через два роки залишив її для читання геометрії та оптики в Ґрешем-коледжі Кембриджського університету. Серед його слухачів був й Ісаак Ньютон, у якому Барров відразу розгледів геніальні здібності.
У 1669 році Барров залишив катедру математики, щоб передати її своєму учневі, слава якого незабаром далеко перевершила його власну. Відтоді Барров присвячує себе богослов'ю і майже сходить із терену точних наук. У 1670 р. Барров здобув ступінь доктора богослов'я, а в 1675 році стає президентом Триніті-коледжу; через 4 роки Барров помер і був похований у Куточку поетів Вестмінстерського абатства.
Сучасником Ісаака Барров був математик Валліс, який розділяв із ним популярність найкращого англійського геометра доньютонівського часу.

## Наукова діяльність

### Геометрія
Серед найголовніших праць Барров:
- «Euclidis elementorum libri XV breviter demonstrati» (Лондон, 1659—1678 — два видання, «Елементи Евкліда, коротенько доведені»),
- «Archimedis opera, Apollonii Pergaei conicorum» libri IV («Твори Архімеда, конічні перерізи Аполлонія»),
- «Theodosii spherica, metodo novo illustrata et succinite demonstra ta», 1665 («Сферика Феодосія»).

У математиці Барров розробив спосіб знаходження дотичних, більш загальний, аніж метод П. Ферма, і вельми близький до сучасних методів, заснованих на застосуванні диференціалів. Барров перший усвідомив, що задача про дотичні обернена по відношенню до задачі про квадратури, але його прихильність геометричному підходу у викладі та відсутність викладу в термінах змінної і функції не дозволили більшості читачів оцінити значення цього зв'язку. Втім, відомо, що студентом, що слухав лекції Барров, читав його книгу з викладом цьому зв'язку і навіть вносив (в інших частинах) деякі поправки, був Ньютон, а Ґ. Ляйбніц купив цю книгу. Стверджується (див. В. І. Арнольд у списку літератури, с. 31), що Ньютон навіть ніколи не оскаржував пріоритет Барров у відкритті формули Ньютона-Ляйбніца та методу розв'язку рівнянь розділенням змінних, що містяться в цій книзі.

### Геометрична оптика
Робота «Isaaci Barrow, mathematici professorii Lucasiani, lectiones habitae in scholis publicis academiae Cantabrigensis» 1684 року містить лекції Барров у Кембриджі, надрукована після його смерті. Його лекції з оптики, видані за його життя, мають назву «Lectiones, opticae et geometricae, in quibus phoenomenon opticorum genuinae rationes investigantur ac exponentur, et generalia curvorum linearum symptomata declarantur» (1674, Лекції з оптики, геометрії та ін.), пізніше видані Вевезем (Лондон, 1861). У цьому творі Барров помістив, між іншим, витончене й загальне розв'язання питання про розміщення фокусу оптичного скла. Він вивів формулу для визначення місця фокусу променів, що падають — паралельних, тих, що сходяться та розсіюються; він же перший ввів принцип уявних зображень. Ця його робота була надзвичайно великим внеском у геометричну оптику, яка зберегла значення дотепер.

### Богослів'я
Барров залишив також багато творів богословських, моральних і поетичних, зібраних і виданих Тілотсоном (Лондон, 1859). Серед них маємо більше 100 промов і проповідей на різні теми, твір про владу пап, виклад віри, молитви Господні, багато поем і листів. В Англії він більше цінується як богослов і літератор, аніж як математик і фізик.

## Характер Барров
Барров був надзвичайно безкорисливий і до такої міри скромний, що не дозволяв списати з себе портрета, і хоча це і було згодом зроблено його друзями, але потайки і без його згоди. За однієї обставини висловилися інші сторони його темпераменту: енергія та хоробрість. Під час його подорожі на шляху до Смірни корабель, на якому він перебував, зазнав нападу піратів. З усіх пасажирів один тільки Барров разом із екіпажем судна брав участь у битві, яка закінчилася втечею ворожого корабля.
Детальний життєпис Барров описаний Юзом (англ. Hughes) при зібранні його богословських творів. Зворушливий опис останніх годин його життя, коли він ніби з радістю очікує смерти. Він каже друзям, що оточували його постіль: «Нарешті я дізнаюся розв'язок багатьох геометричних і астрономічних питань у лоні Божества. О Господи, який ти геометр!».
Барров відрізнявся незвичайною працьовитістю: він скорочував час свого відпочинку і сну до крайніх меж. Таким був і його знаменитий учень — Ньютон, який навіть сам приписував свої успіхи переважно своїй старанності.